# Bilingual
Bilingual (укр. Двомовний) — шостий студійний альбом британського гурту Pet Shop Boys, представлений 2 вересня 1996 року під лейблом Parlophone Records у Великій Британії та 10 вересня 1996 року під лейблом Atlantic Records у США. Платівка досягла четвертої позиції у британському чарті альбомів, що є дещо нижчим результатом ніж попередні альбоми гурту, оскільки всі вони входили у трійку. Ще у 1996 році альбом став «золотим» у Великій Британії.

## Список пісень
1. «Discoteca» — 4:38
2. «Single» — 3:48
3. «Metamorphosis» — 4:04
4. «Electricity» — 4:58
5. «Se A Vida E (That's The Way Life Is)» — 4:01
6. «It Always Comes As A Surprise» — 6:07
7. «A Red Letter Day» — 5:09
8. «Up Against It» — 4:16
9. «The Survivors» — 4:30
10. «Before» — 4:32
11. «To Step Aside» — 3:48
12. «Saturday Night Forever» — 3:59

### «Bilingual: Special Edition» (1997)
У 1997 році альбом вийшов обмеженим виданням в складі двох компакт-дисків. другий диск являв собою ремікси на композиції альбому.
Список пісень (диск 2):
1. «Somewhere» (Extended Mix)
2. «A Red Letter Day» (Trouser Autoerotic Decapitation Mix)
3. «To Step Aside» (Brutal Bill Mix)
4. «Before» (Classic Paradise Mix)
5. «The Boy Who Couldn't Keep His Clothes On» (International Club Mix)
6. «Se A Vida E» (Pink Noise Mix)
7. «Discoteca» (Trouser Enthusiasts Mix)

## Чарти

### Тижневі чарти
| Чарт (1996)                                          | Найвища позиція |
| ---------------------------------------------------- | --------------- |
| Австралія Australian Albums (ARIA)                   | 3               |
| Австрія Austrian Albums (Ö3 Austria)                 | 15              |
| Бельгія Belgian Albums (Ultratop Flanders)           | 28              |
| Бельгія Belgian Albums (Ultratop Wallonia)           | 10              |
| Канада Canada Top Albums/CDs (RPM)                   | 18              |
| Danish Albums (Hitlisten)                            | 11              |
| Нідерланди Dutch Albums (MegaCharts)                 | 59              |
| European Albums (Music & Media)                      | 10              |
| Фінляндія Finnish Albums (Suomen virallinen lista)   | 14              |
| Франція French Albums (SNEP)                         | 45              |
| Німеччина German Albums (Offizielle Top 100)         | 7               |
| Угорщина Hungarian Albums (MAHASZ)                   | 14              |
| Italian Albums (Musica e dischi)                     | 22              |
| Japanese Albums (Oricon)                             | 23              |
| Нова Зеландія New Zealand Albums (Recorded Music NZ) | 25              |
| Норвегія Norwegian Albums (VG-lista)                 | 25              |
| Portuguese Albums (AFP)                              | 4               |
| Шотландія Scottish Albums (OCC)                      | 10              |
| Spanish Albums (AFYVE)                               | 15              |
| Швеція Swedish Albums (Sverigetopplistan)            | 4               |
| Швейцарія Swiss Albums (Schweizer Hitparade)         | 11              |
| Велика Британія UK Albums (OCC)                      | 4               |
| США Billboard 200                                    | 39              |

### Річні чарти
| Чарт (1996)                        | Позиція |
| ---------------------------------- | ------- |
| German Albums (Offizielle Top 100) | 88      |

## Сертифікації
| Регіон                                             | Сертифікація | Продажі  |
| -------------------------------------------------- | ------------ | -------- |
| Іспанія (PROMUSICAE)                               | Платиновий   | 100 000^ |
| Велика Британія (BPI)                              | Золотий      | 108,054  |
| ^відвантаження, що базуються лише на сертифікаціях |              |          |